# Chéry-lès-Rozoy
Chéry-lès-Rozoy település Franciaországban, Aisne megyében. Lakosainak száma 97 fő (2022. január 1.). Chéry-lès-Rozoy Archon, Dolignon, Rozoy-sur-Serre, Sainte-Geneviève és Soize községekkel határos.

## Népesség
A település népességének változása:
| Lakosok száma | 142  | 145  | 100  | 101  | 105  | 90   | 80   | 79   | 85   | 97   |
|               | 1968 | 1982 | 1990 | 2006 | 2013 | 2015 | 2017 | 2019 | 2020 | 2022 |